# Gary King
Gary King est un politologue et un statisticien américain né le 8 décembre 1958 à Madison dans l'État du Wisconsin. Il est notamment connu pour ses contributions méthodologiques à la science politique quantitative. Il est professeur de sciences politiques à l'université Harvard au sein de l'Institute for Quantitative Social Science. Il est notamment célèbre pour ses recherches sur l'inférence écologique.